# Gabriel Valdés
Pío Gabriel Valdés Subercaseaux (Santiago, 3 de julio de 1919-Santiago, 7 de septiembre de 2011) fue un abogado, diplomático, académico y político democratacristiano chileno, parlamentario, además de ministro de Estado del presidente Eduardo Frei Montalva.
Conocido como El Conde, tuvo una activa participación en el proceso que permitió el retorno a la democracia en el país tras el periodo dictatorial que transcurrió entre 1973 y 1990.
Luego de ello, se desempeñó como presidente del Senado, segundo cargo en importancia de la República (1990-1996).
Falleció a los 92 años como consecuencia de un paro cardiorrespiratorio tras sufrir un deterioro de su salud producto de un enfisema pulmonar.
Tuvo tres hijos: Maximiano, director de orquesta; Juan Gabriel, politólogo y canciller de Eduardo Frei Ruiz-Tagle; y María Gracia, gestora cultural.

## Primeros años

### Entorno familiar
Valdés nació en una casona patronal del sector de El Llano Subercaseaux de la comuna de San Miguel, en la zona centro-sur de la capital chilena. Su padre era el ingeniero Horacio Valdés Ortúzar, fugaz ministro de Obras Públicas de Carlos Ibáñez del Campo, y su madre la progresista escritora y artista plástica Blanca Subercaseaux Errázuriz.
Siendo niño se empapó, junto a sus hermanos María, Francisco, Margarita y Blanca, todos mayores, de las costumbres europeas gracias a una institutriz belga contratada especialmente por su familia para que les educara. En ese periodo conoció también a la poetisa Gabriela Mistral, Premio Nobel de Literatura 1945, quien llegó a vivir a su casa por gestiones de su madre.

### Escuela y universidad
En 1929 partió con su familia a Italia, donde vivía su abuelo, Ramón Subercaseaux Vicuña (padre de Fray Pedro Subercaseaux), quien se desempeñaba como embajador de Chile. En Roma estudió en la Scuola San Giuseppe, en Plaza de España. De vuelta en su país, en 1932, se incorporó al Colegio San Ignacio, donde sería compañero, entre otros, de Sergio Livingstone y alumno del padre Alberto Hurtado, quien después sería elevado a santo. En 1934, de nuevo en Italia, en el marco de una reunión universitaria, conoció a Frei Montalva, mientras este hablaba en una ceremonia en Roma ante el papa Pío XI.
Ingresó luego a la Universidad Católica a estudiar derecho, carrera de la que se tituló en 1946, exactamente una semana después de contraer matrimonio con la compositora viñamarina Sylvia Soublette.
Al tiempo se incorporó a la Compañía de Aceros del Pacífico (CAP), donde llegó a ser fiscal y gerente.
Entre 1951 y 1952 fue becado por el Gobierno francés para realizar estudios de economía y legislación en el Instituto de Estudios Políticos de París, Francia.

## Vida política

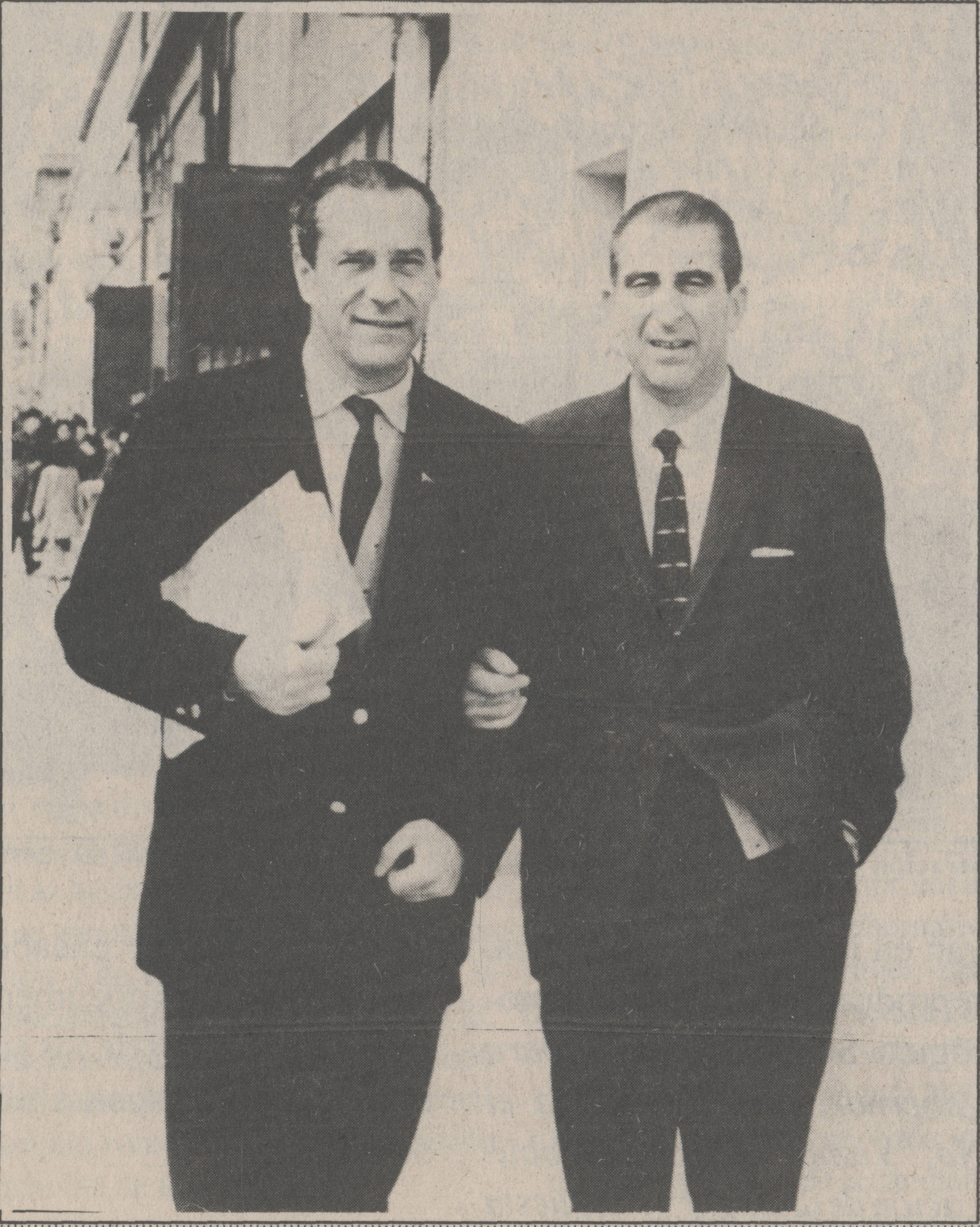
Gabriel Valdés, como ministro de Relaciones Exteriores, junto al presidente Eduardo Frei Montalva.

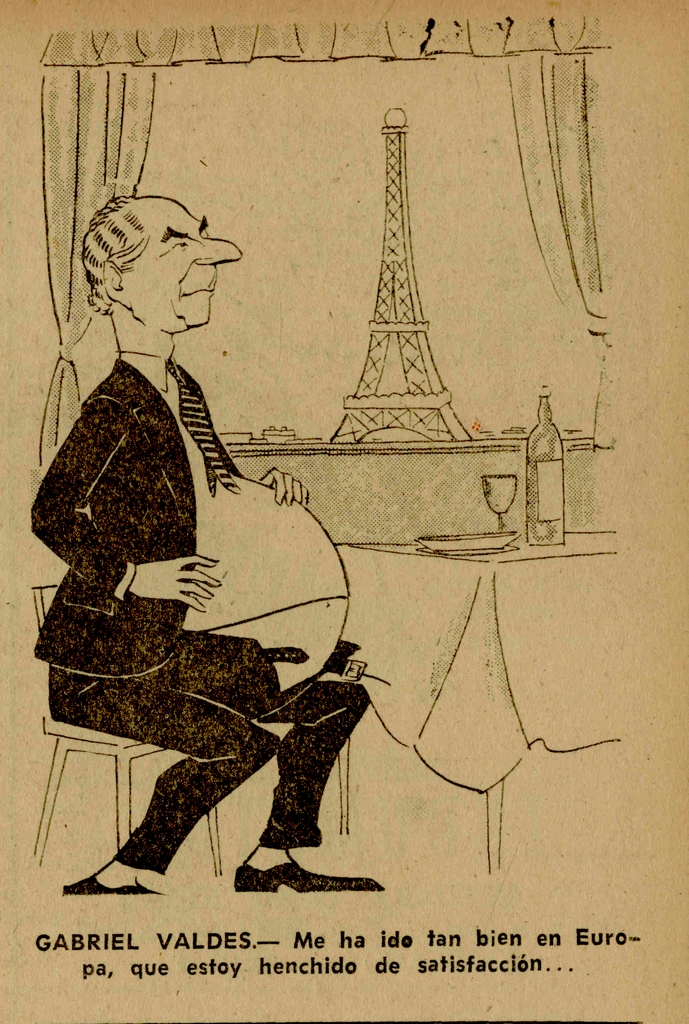
Caricatura de Gabriel Valdés en una revista de la época.

### Ministro de Frei Montalva
En materia política fue uno de los fundadores de la Falange Nacional, que luego se convertiría en el Partido Demócrata Cristiano (PDC). Por esta razón, cuando su camarada Eduardo Frei Montalva llegó al poder le designó ministro de Relaciones Exteriores, cargo que mantuvo durante toda la administración.
En su gestión debió ocuparse de asuntos tan delicados como el incidente de Laguna del Desierto en donde murió el teniente de Carabineros, Hernán Merino Correa siendo asesinado por la Gendarmería Nacional Argentina en 1965. conflicto por el valle de Palena, en disputa con Argentina, que se resolvió con el arbitraje de la reina Isabel II, quien dividió la superficie del valle entre ambos países, 30 por ciento para Chile y 70 por ciento para Argentina en 1966.
También se envió a Su Majestad británica (1967) la petición de arbitrio por el Canal del Beagle. Valdés no pudo resolver el conflicto por la Laguna del Desierto, problema que se solucionaría solo al final del siglo XX.

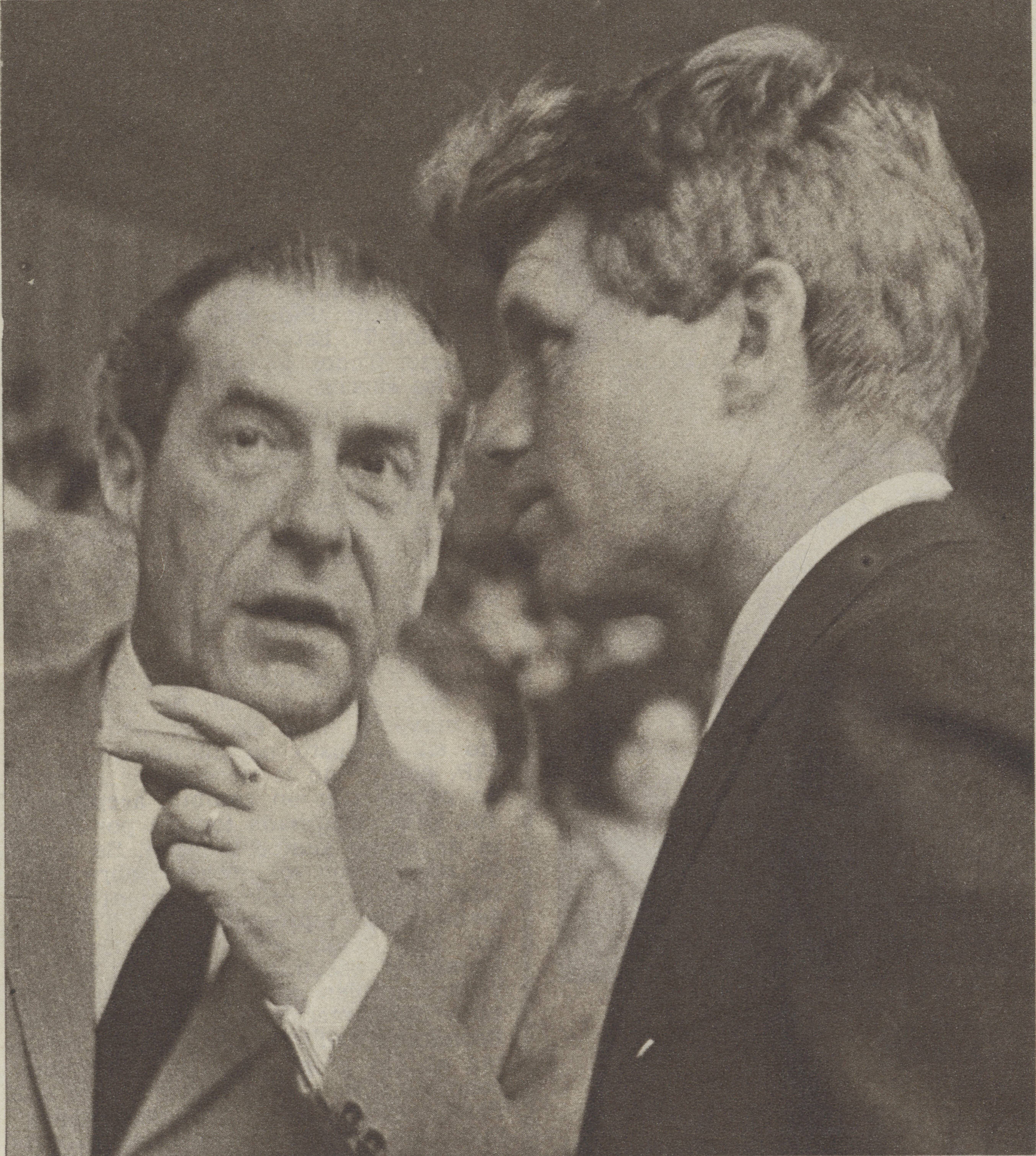
Gabriel Valdés, como ministro de Relaciones Exteriores, junto al senador estadounidense Robert Kennedy en Chile en 1965.

### Gobierno de Allende y dictadura militar
En 1971 fue designado subsecretario general de las Naciones Unidas para el Desarrollo, región América Latina y el Caribe, desechando una eventual senaturía por Magallanes.
En 1981 fundó el Centro de Estudios del Desarrollo (CED) un  think tank chileno relacionado con la DC y que buscaba  la articulación de una comunidad para pensar una salida al gobierno autoritario y la instauración de la democracia en Chile.
Se radicó por diez años en Nueva York y a su regreso, en 1982, fue elegido presidente de su colectividad, cargo que mantendría hasta 1987.

#### Atentado frustrado en Nueva York
En abril de 1975, junto a otros altos dirigentes DC reunidos en Nueva York (Bernardo Leighton, Renán Fuentealba Moena, Claudio Huepe, Ricardo Hormazábal y Radomiro Tomic) abogó por una conciliación con la izquierda y criticó la línea política seguida en Chile por el entonces presidente del partido, Patricio Aylwin, que en cambio había apoyado el golpe militar y dirigía la organización por el llamado "camino propio".
En septiembre de ese mismo año, el FBI intervino para alertar al secretario general de la ONU, Kurt Waldheim, de un inminente atentado organizado por la DINA en contra de Valdés. El órgano de inteligencia le otorgó custodia permanente, al tiempo que Waldheim encaraba al embajador de Augusto Pinochet en la ONU, el almirante Ismael Huerta Díaz, advirtiéndole que no intentaran nada en contra de Valdés y enrostrándole la identidad de los agentes chilenos encargados del atentado, los hermanos Melgoza, que años antes habían participado en el asesinato del general René Schneider. Éstos, de acuerdo con la versión recogida por el FBI, también tenían como blanco a Radomiro Tomic, candidato presidencial del PDC en 1970, quien estaba establecido en Washington. Quedando al descubierto, los agentes chilenos abandonaron Nueva York vía Madrid.

#### Líder de la oposición a Pinochet
En enero de 1982, tras la muerte de Frei Montalva, Valdés tomó la decisión de abandonar su cargo internacional y volver a su país. Desde esa repatriación articuló una coalición con grupos socialistas y socialdemócratas en contra de la dictadura de Pinochet. Así se sucedieron la Alianza Democrática (agosto de 1983-1988), de la que fue primer vocero; el Acuerdo Nacional para la Transición a la Plena Democracia (1985), del que fue uno de los redactores; y la Concertación de Partidos por la Democracia (enero de 1988), de la que participó como organizador.
Fue acusado de incitar las jornadas de protestas contra la dictadura militar, por lo cual fue encarcelado e incomunicado.

### Retorno a la democracia
Tras el plebiscito de 1988 era considerado una carta segura para la elección presidencial que se avecinaba. Pero, según Valdés, ya tras el triunfo de la opción No, el 5 de octubre de 1988, se le negó el ingreso a la celebración oficial del comando opositor en el Hotel San Francisco Kempinski de la capital.
Se presentó entonces como precandidato en las primarias internas del PDC, que dio por ganador al presidente del partido, Patricio Aylwin. Pero el escándalo, conocido como Carmengate se desató cuando, el 27 de noviembre de 1988, los seguidores de Valdés y Eduardo Frei Ruiz-Tagle (tercer candidato en la primaria) denunciaron serias irregularidades en las inscripciones de 5000 votantes, de lo que responsabilizaron a la División de Organización y Control de la tienda, dirigida por el aylwinista Gutenberg Martínez. Aún más, se habría descubierto in fraganti a dos militantes en el octavo piso de la sede central partidaria, ubicada en Carmen 8, adulterando los padrones electorales en favor de Aylwin. El descubrimiento habría sucedido mientras Martínez, se encontraba en el primer piso del edificio.

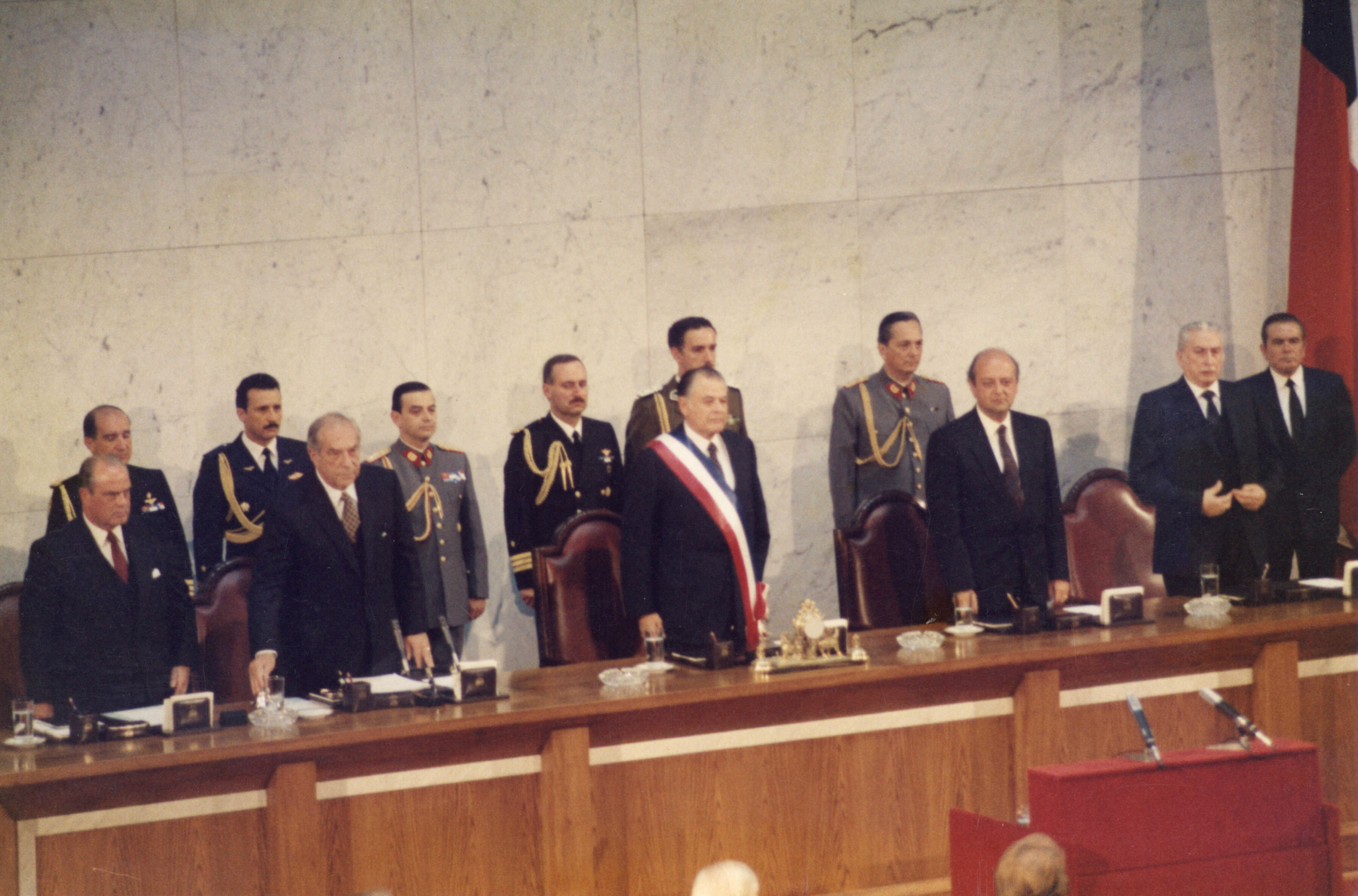
Gabriel Valdés (segundo de izquierda a derecha) como presidente del Senado de Chile en una ceremonia de Estado en el Congreso Pleno. Al centro, el presidente Patricio Aylwin.

El 5 de febrero de 1989 se reunió la Junta Nacional del PDC en la Casa de Ejercicios Sagrado Corazón, de Talagante. En estas negociaciones se levantó la candidatura de Andrés Zaldívar (cercano a Aylwin) como candidato de consenso. Luego de esto Valdés anunció el retiro de su postulación. Aylwin respondió comunicando que, con el fin de terminar las divisiones internas, él también retiraría su precandidatura si Frei y Zaldívar hacían lo mismo. Pero cuando los dos competidores formalizaron la renuncia, él no lo hizo. En medio de este escenario, finalmente Valdés terminó por proclamar a Aylwin como candidato presidencial del partido partido. 
En 1989 fue elegido senador de la República por la Región de Los Lagos Norte, Circunscripción 16. Como presidente del Senado le tocó investir a Patricio Aylwin con la banda que le entregara el general Augusto Pinochet.
En 1993, dio un paso al lado para favorecer esta vez la opción presidencial de Eduardo Frei Ruiz-Tagle. En 1994 fue reelecto en la presidencia de la Cámara Alta, permaneciendo hasta 1996.
En 1997, fue reelecto en su escaño parlamentario y un año después renunció por tercera vez a la posibilidad de ser presidenciable, ahora en favor de Andrés Zaldívar.

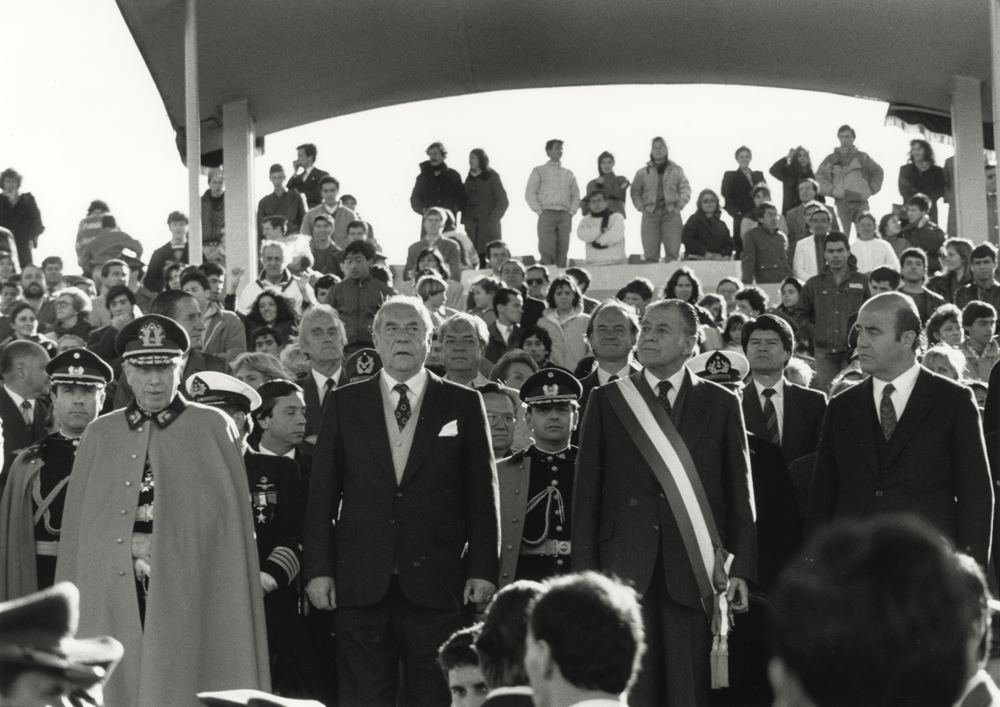
Flanqueado por el presidente Patricio Aylwin y el general Augusto Pinochet.

En el Congreso, fue el mentor de la ley de donaciones culturales, más conocida como la Ley Valdés, la cual fue aprobada en 1992.
En 2006, dejó el Senado y se trasladó de nuevo a Roma como embajador del Gobierno de la presidenta Michelle Bachelet. Fue relevado en la segunda mitad de 2008.

## Últimos años

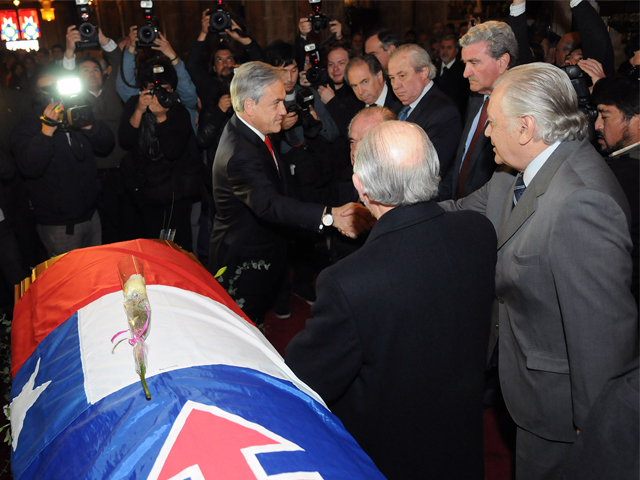
El presidente Sebastián Piñera (al centro) saluda a familiares y amigos de Gabriel Valdés durante los actos fúnebres de este, realizados en la Catedral Metropolitana de Santiago.

En 2009, decidió alejarse de la actividad pública y política, aunque siguió ligado al PDC, participando en algunas de sus instancias. Recluido en su departamento de la comuna de Las Condes, solo estaba disponible para recibir a su familia y a un restringido grupo de amigos, entre los que se contaba el ministro de la dictadura militar, Hernán Felipe Errázuriz.
A fines de ese mismo año, en medio de la elección presidencial de 2009-2010, fue objeto de cuestionamientos al interior de la oficialista Concertación tras recordar su cercanía con el candidato opositor, Sebastián Piñera, hijo de un estrecho amigo suyo, José Piñera Carvallo.
Falleció en 2011, en su hogar, luego de vivir un episodio crítico que lo tuvo internado en la unidad de cuidados intensivos de la Clínica Alemana de la capital.
Tras su deceso, el Gobierno decretó duelo oficial de dos días, por considerarlo un personaje clave de la política chilena de los últimos cincuenta años.

## Premios y distinciones
- Premio Bicentenario (2002), otorgado por la Corporación del Patrimonio Cultural de Chile, la Universidad de Chile y la Comisión Asesora Presidencial para el Bicentenario de la República (Comisión Bicentenario).
- Gran Cruz de la Orden del Infante Don Enrique ( Portugal, 9 de julio de 1993).[45]

## Historia electoral

### Elecciones parlamentarias de 1989
- Elecciones parlamentarias de 1989, para la Circunscripción 16, Los Lagos Norte [46]

| Candidato                   | Pacto                          | Partido | Votos   | %     | Resultado |
| --------------------------- | ------------------------------ | ------- | ------- | ----- | --------- |
| Gabriel Valdés Subercaseaux | Concertación por la Democracia | PDC     | 102 784 | 41,99 | Senador   |
| Enrique Larre Asenjo        | Democracia y Progreso          | ILB     | 78 713  | 32,16 | Senador   |
| Francisco Rivas Larraín     | Concertación por la Democracia | ILA     | 40 574  | 16,58 |           |
| Agustín Acuña Méndez        | Democracia y Progreso          | RN      | 22 690  | 9,27  |           |

### Elecciones parlamentarias de 1997
- Elecciones parlamentarias de 1997, para la Circunscripción 16, Los Lagos Norte [47]

| Candidato                    | Pacto                          | Partido | Votos  | %     | Resultado |
| ---------------------------- | ------------------------------ | ------- | ------ | ----- | --------- |
| Gabriel Valdés Subercaseaux  | Concertación por la Democracia | PDC     | 93 375 | 43,18 | Senador   |
| Marco Cariola Barroilhet     | Unión por Chile                | ILB     | 52 247 | 24,16 | Senador   |
| Juan Enrique Taladriz García | Unión por Chile                | RN      | 38 789 | 17,94 |           |
| Jorge Molina Valdivieso      | Concertación por la Democracia | PPD     | 18 626 | 8,61  |           |
| Guillermo Teillier del Valle | La Izquierda                   | PC      | 8949   | 4,14  |           |
| Darío Ergas Benmayor         | Humanista                      | PH      | 4240   | 1,96  |           |